# Буштино
Бу́штино (до 1995 року — Буштина) — селище на заході України, в Тячівському районі Закарпатській області. Адміністративний центр Буштинської селищної громади.

## Історія
В 1911 році в околицях Буштино знайдено скарб золотих прикрас, до складу якого входили 11 підвісок і 2 браслети. Скарб датується часом ранньої залізної доби.
Буштино виникло в середині XIV століття. Спочатку воно знаходилося в урочищі Долина, а потім його мешканці переселилися до урочища Горб, де проживають і сьогодні.
У 1373 році угорський король Людовик І подарував Буштино синам волоського воєводи Балка Іванові і Драгові. Документи 1389 року згадують її як власність трансільванського царя Драга; а 1480 року — як маєток феодала Бертолона Драгарі.
У XIV — XV ст. у селі проживало українське та угорське населення. За правовим становищем воно спочатку було вільним, займалося землеробством і тваринництвом, випасаючи вівці і велику рогату худобу на полонинах, що належали общині.
Поступово землі селян захоплювалися феодалами, на початку XVII ст. вони стали залежними від правителя Хустського замку та Костелівської казенної домінії. Селяни Буштина обробляли шість земельних наділів (телеків) = 32 гольди = 16 гектарів. За це вони щороку, 11 листопада, від кожного наділу давали правителю Хустського замку у вигляді податку шкуру куниці, коблик (100 кг) вівса, підводу сіна, 11 динарів, щотижня привозили до панського двору по одній підводі дров, а в дні релігійних свят вносили 24 яйця і 12 динарів.
Отже, повинності, натуральний та грошовий податки складали 6 кобликів вівса, 6 підвід сіна, 144 яйця, 138 динарів грішми та 312 підвід дров.
За переписом 1715 року в Буштині нараховувалося 25 селянських господарств (22 угорські та 3 українські сім'ї), у користуванні яких знаходилося 98 гольдів (49 га) орної землі та 49 косашів (площа, яку викосить косар за 1 день), з'явилися буйволи. Двопільна система обробітку землі була панівною. Поле кожного селянина ділилося на 2 частини: царина (хліби, сінокоси) та толока (пасовища).
У 1792 році королівська соляна комора (домінія) уклала договір із сім'єю поміщика Телекі про передачу в її розпорядження ділянки землі в Буштині (на березі річки Тиса), де розпочалося будівництво складу для солі, корчми і м'ясної лавки.
Сіль, добута на шахтах Округлої (біля Тячева), Шандрова (Олександрівки) завозилась підводами у складські приміщення Буштина. Сюди на плотах доставлялась і сіль із Солотвини. Кріпаки організувалися в загони плотарів (бокорашів), які на плотах сплавляли ліс до Вілока, а звідти до Угорщини (Токай, Сольнок, Сегедин).
Буштино, навколо якого знаходилися великі лісові масиви, з кінця XVIII ст. стала перевалковою базою для транспортування кругляка. По річках Тересві і Тереблі ліс сплавлявся до Буштина, а звідси Тисою в Угорщину. В селі була створена лісова управа, яка підпорядковувалася Мармарош — Сігетській дирекції державних маєтків і займалася лісорозробкою, обробкою деревини та її транспортуванням.
Після придушення революції 1848 року, селянам Буштина за урбаріальною реформою було виділено значно менше сільськогосподарських угідь, ніж вони мали до революції. Кращі землі, пасовища і ліси залишались в руках лісової управи, яка у 1881 році була перетворена в дирекцію державних лісів і маєтків.
У 1872 році через село прокладено залізницю Чоп — Мармарош — Сігет. Ліс зі складів Буштина не тільки сплавляли, але й вивозили залізницею.
Розвиток капіталістичних відносин вів до розшарування селянства. За переписом 1900 року із 608 жителів лише половина займається сільським господарством, 28 осіб жили з допоміжних заробітків. Поряд з цим жителі Буштина 60 днів на рік повинні були працювати на ремонті й будівництві доріг та мостів.
Робітникам жилось не легше. Робочий день на лісозаготівлях тривав 12 — 14 годин, мешкали в колибах, спали на землі біля вогнищ, заробітки були мізерні.
В пошуках кращого життя багато буштинців емігрували за кордон: Добош М. П., Орос П. П., Ярема Ю. І., Грицюк Д. А.
На початку XX ст. Буштино було типовим верховинським селом. Хати будувалися з дерева, у зруб, покривались соломою, частково дранкою. Одяг буштинці носили з домотканого полотна і сукна. Традиційною частиною одягу залишався петек, що виготовлявся з овечої вовни.
Малодоступним було медичне обслуговування. На 14 навколишніх сіл був лише 1 лікар.
У селі працювали дві церковнопарафіяльні школи, які давали лише початкову освіту. В одній із них (українській) навчалося 180 дітей.
Представники Буштина разом з військовополоненими, що повернулися з Росії, 21 січня 1919 року на Хустському народному з'їзді голосували за возз'єднання з «Великою Україною» (Деяк І., Микуляк М., Андришин В.).
Із 1919 до березня 1939 Буштино підпорядковувалася Чехо-Словацькій Республіці. В цей період у селі працювали млини та електростанція, деревообробна фірма «Нашицька», початкова школа, «Просвіта», видавалася газета «Карпатська правда».
17 березня 1939 року Буштино було окупована угорськими військами. Були заарештовані десятки жителів: Мочар В. І., Гичко Ю. І., Ференц П. Ю., Лукач І. М. На каторжні роботи до Німеччини було відправлено 81 буштинця.
З приходом Червоної Армії в її лавах воювали 54, а в Чехо-Словацькому корпусі — 84 жителі села.
Одразу після «визволення» 24 жовтня 1944 року буштинці обрали сільський Народний комітет у складі 20 чоловік. Головою його став В. І. Мочар, заступником — М. Томаш. До складу Народного комітету увійшли М.Міговк, М. Дуйчак, П. Лазорко, Д.Орос. Начальником дружини (міліції) був обраний І.Пуга.
Комітет відав розподілом зерна і землі, забезпеченням селян продуктами, паливом, організацією робочої сили, відбудовою зруйнованих мостів, шляхів, ремонтом школи, роботою місцевого кооперативу.
Комітет послав на Перший з'їзд Народних комітетів Закарпатської України Ливринца І. В., Дуйчака М. М., Кузьменка В. М.
З нагоди прийняття Закарпаття до складу України 1 липня 1945 у селі відбувся мітинг, на якому виступив голова комітету І. Лукач, вчителька О.Орос та секретар місцевої організації Спілки молоді М. Соломонка.
Народна рада націоналізувала ліси та підприємства Буштинської лісової дирекції, орні землі та пасовища.
1872 року через поселення пройшла залізниця, що сполучила його із Чопом, Ужгородом, Будапештом.
З 1957 року — селище міського типу.

## Населення

### Мова
Розподіл населення за рідною мовою за даними перепису 2001 року:
| Мова            | Кількість | Відсоток |
| --------------- | --------- | -------- |
| українська      | 7976      | 93.77%   |
| угорська        | 308       | 3.62%    |
| російська       | 185       | 2.18%    |
| румунська       | 10        | 0.12%    |
| білоруська      | 5         | 0.06%    |
| вірменська      | 4         | 0.05%    |
| німецька        | 3         | 0.03%    |
| єврейська       | 2         | 0.02%    |
| словацька       | 1         | 0.01%    |
| інші/не вказали | 12        | 0.14%    |
| Усього          | 8506      | 100%     |

## Храми

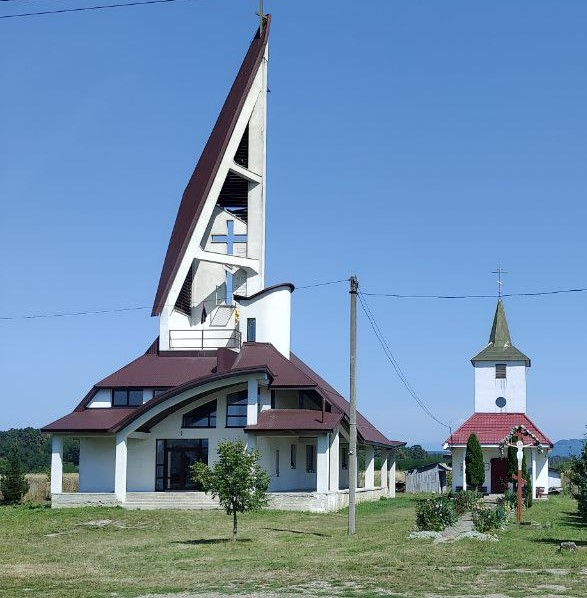
Церква св.Пантелеймона Буштино

В Буштино діє парафія святого вмч. Пантелеймона Цілителя ПЦУ (до 2018 — УПЦ КП)
Церква св. Петра і Павла. 1903.
У книзі «Селищу Буштино 630» місцевий дослідник Дмитро Копинець розповідає, що засновниками Буштина була група селян на чолі з Іваном Бущою. Спочатку дяк Іван Лукач проводив відправи в одній з хат, а тоді спорудили капличку.
Першу дерев'яну церкву на місці каплички в урочищі Долина почали будувати в 1389 p., через 20 років після приходу перших поселенців і закінчили через 10 років у 1399 p., а будівничим був майстер із Вишкова. Посвятили церкву св. Юрію, оскільки, за переказом, саме цього дня прийшли першопоселенці. Для виготовлення іконостаса і малювання запросили двох монахів із Грушівського монастиря. Церкву, що служила селянам більше 260 років, спалили турки близько 1661 р.
Другу дерев'яну церкву св. Петра і Павла почали будувати в урочищі Горб два майстри із Салдобоша разом із буштинськими майстрами в 1663 р. і будували 9 років. Громада вимагала, щоб церква була гарнішою за стеблівську.
Місцевий переказ розповідає, що оздобленням інтер'єру займалися чотири монахи-малярі та різьбярі з Угольського монастиря. У єпископській візитації 1751 р. згадують дерев'яну церкву св. Петра і Павла у доброму стані з вежею та двома дзвонами, «всіми образами цілком мальованими прикрашена».
У 1801 р. йдеться про нову церкву з дубових брусів, у доброму стані, відповідно розмальовану. Біля церкви була висока дерев'яна дзвіниця. Ця церква згоріла в 1890 р. За переказом, у церкві згоріла і хроніка села, яку писали на чистих сторінках «Місяцеслова», але, на щастя, її було переписано у Псалтир. Згодом на місці знищеної церкви вірник Юрій Андришин збудував муровану каплицю.
Знищення пожежею останньої дерев'яної церкви ставлять у провину священикові Павлові Гомечкові, що служив у селі з 1889 до 1898 р.
Муровану базилічну церкву довжиною 22 м, шириною 10 м з вежею 24 м заввишки почали будувати на виділеній державою ділянці в 1893 за о. Павла Гомечка і закінчили 1903 р. за священика Едема Уйгелія, який сам вирізьбив у 1910-х роках для храму дерев'яну люстру.
Багато зусиль для збору коштів у селах краю і навіть у Галичині доклав тогочасний дяк Михайло Деяк. Переказують, що будівництво вели чотири майстри з Хуста та місцеві майстри. Весь будівельний матеріал, а також виготовлення іконостаса та художнє оздоблення фінансувала Буштинська лісова дирекція. Іконостас встановлено в 1905 р. Після Першої світової війни масово поширилося православ'я.
У 1921 р. вигнали священика Е. Уйгелія — мадярофіла та прихильника латинізації обряду, і з 1921 по 1925 р. церква належала православній громаді, а греко-католики молилися в римо-католицькій церкві. Через суд церкву повернули греко-католикам, а священику мали відшкодувати збитки в розмірі 80 тисяч корон.
Наступним священиком призначили Андрія Шимшу, який погано говорив українською, і це дратувало людей. З приходом Червоної армії в 1946 р. церква перейшла до православних, а греко-католицька громада з священиком Федорчаком проводила богослужіння в римо-католицькому храмі, а в 1949 р. була загнана в підпілля.
Поширення православ'я та заснування при церкві духовної школи для священиків у 1923—1924 роках пов'язують з іменем протоієрея Чернавіна. 30 років служив у селі високоосвічений священик Василь Поп.
Значний зовнішній та внутрішній ремонт проведено в 1962 р. Тоді розчистили і частково оновили ікони, пофарбували іконостас. Під час ремонту 1971—1972 років інтер'єр повністю перемалювали мукачівські художники Дмитро Мешко і Михайло Потапов та буштинець Іван Рущак. Тоді ж дахи перекрили бляхою.
До 1994 р. біля церкви стояла дерев'яна дзвіниця з двома дзвонами, відлитими для православної громади, перенесена від православної церкви, що діяла з 1925 до 1946 р. у пристосованому будинку. У 1995 р. дерев'яну дзвіницю розібрали і збудували муровану. Великий дзвін походить з 1926 p., а менший у 1931 р. купила Анна Рущак, дружина Івана Паша. На вежі церкви — три дзвони фірми «Акорд», з яких два більші подарував Іван Юрійович Рущаку 1926 p., а третій відлито на кошти, які церква одержала за реквізовані в 1915 р. старі дзвони.
Церква Святого Вознесіння Г. Н.І.Х. 1998 р.
Після розпаду СРСР у 1992 р. знову офіційно зареєстрували греко-католицьку громаду, а 20 лютого 1994 р. на вул. Головній посвятили наріжний камінь під спорудження з цегли нової греко-католицької церкви. Восени 1995 р. заклали бетонну основу купола, а в 1998 р. завершили будівництво храму завдовжки 36 м, завширшки 12 м з двома вежами висотою 28 м при висоті стін 10 м. Опікувалися будівництвом священик Степан Січ та голова громади Дмитро Рванович Деяк. Допомогу матеріалами та фінансами надали підприємство «Тиса», очолюване Іваном Цупрою, директор заводу «Електроавтоматика» Михайло Азарі, лісокомбінатівські вірники на чолі з Іваном Лукачом та інші підприємства, вірники Іван Келемен, Микола Хомечко. Допомагали коштами вірники різних конфесій Буштина, Вишкова, Тячева та інших сіл, благодійницькі організації Угорщини, Німеччини.
Будівництво вели буштинські майстри В. Липей і М. Дуйчак, а потім Олекса Сабадош із Сокирниці та місцеві будівельники Іван Попович, В. Якоб, Степан Феделеш, Михайло Ггнат.
Один з двох дзвонів, встановлених на вежі, подарувала православна громада. У 1998 р. встановлено іконостас роботи міжгірського майстра Михайла Кінча. Посвячення храму відбулося 28 травня 1998 р.
Каплиця Благовіщення пр. богородиці. 1903.
Муровану каплицю збудували на кошти православного вірника Юрія Андришина на місці престолу дерев'яної церкви, що згоріла. На прохання Андришина двічі на рік у каплиці проводили богослужіння.
За радянських часів каплицю використовували як склад і тому тепер лущаться колоритні розписи, що зображують сцени Успіння та Благовіщення. Згодом споруда опинилася на приватній ділянці. Цікаву пам'ятку буштинці планують відреставрувати.

## Розташування
Селище розташоване у східній частині Закарпаття, у низовині за назвою Верхньотисинська котловина, у місці впадіння річки Тереблі в Тису, напроти гостроверхих вершин Гутинського пасма, за 8 кілометрів від районного центру. 16 червня 1872 було відкрито ділянку Сату-Маре — Королево — Буштино Угорської Північно-східної залізниці, а 19 листопада 1872 ділянку Буштино — Сигіт.
Через населений пункт проходить автомагістраль державного значення Мукачево — Рогатин та залізниця Чоп — Солотвино, завдяки яким Буштино має вдале сполучення з іншими населеними пунктами не тільки Закарпаття, а й усієї України та інших держав. Селище має чітко визначені межі: з півдня по річці Тиса проходить межа з селами Яблунівка та смт Вишково, з заходу — селом Стеблівка, з півночі — селами Новобарово та Вонігове, зі сходу — селом Руське Поле.
Площа всіх земель селища становить 2566 га, з них населеного пункту — 1001 га. Населення Буштина становить 8500 чол. Тут проживають українці, угорці, росіяни, румуни, роми, словаки, німці тощо. [джерело?]Клімат помірно-континентальний з теплим літом і м'якою зимою. Протягом року переважають південно-західні вітри, що дмуть згідно з орієнтацією долини річки Тиса. Територія селища має рівнинний рельєф. Через Буштино протікають річки Теребля, Тиса та невеличкі струмки, потічки і водотоки: Млиновиця, Помийниця, Розтока та інші.

## Природа
В селищі розташовані унікальні болотно-лісові комплекси урочищ «Дубрава», «Дуброви», «Мочар», «Мочарка» та «Дубки» (останні два є об'єктами природно-заповідного фонду). Згадані урочища є реліктовими залишками останнього льодовикового періоду у пізньому гляціалі і мають виняткову природоохоронну важливість та непересічне значення. На сьогодні — це останній на рівнинній частині Закарпаття залишок реліктових гляціальних екосистем зі своєрідною флорою та фауною безхребетних.
Особливу цінність представляють фрагменти сфагнових боліт (торфовищ) та мочарів з унікальним рослинним і тваринним світом, деякі види яких віднесені до Червоної книги України (нарцис вузьколистий, шафран банатський, кумка жовточерева тощо). Через найвище у Закарпатті різноманіття денних метеликів (82 види) ліси урочища «Дуброви» належать до території загальноєвропейського значення, маючи статус «Prime Butterfly Area».
Дендропарк — Площа 0,9 га. Статус надано згідно з рішенням облвиконкому від 18.11.1969 року № 414, рішенням облвиконкому від 25.07.1972 року № 243, рішенням облвиконкому від 23.10.1984 року № 253 для збереження насаджень цінних деревних порід, серед яких: магнолія, гінкго, ялиця канадська, ялиця Дугласова, самшит (кам'яне дерево) тощо. Перебуває у віданні Буштинської селищної ради.

### Об'єкти природно-заповідного фонду
- Парк культури і відпочинку (Буштино)
- Парк (Буштино)
- Дуброви (заповідне урочище)
- Мочар (заповідне урочище)

## Економіка

### Солодощі
На території селища працює шоколадна фабрика «Golden Fruit»[джерело?].
На території селища колись діяли потужні державні підприємства (Буштинський лісокомбінат, Електроавтоматика, СОК Тиса тощо), які давали робочі місця тисячам працівникам не лише з Буштина, а й навколишніх населених пунктів. Але після розпаду СРСР ці підприємства почали занепадати. Проте почав зміцнюватися малий та середній бізнес селища, на базі яких і піднімається соціально-економічна сфера Буштина.
- Закарпатський завод «Електроавтоматика»[5][6]

## Транспорт
В 2021 році завершене будівництво Буштинського мосту, будівництво якого почали в 2006 році, а в 2013 призупинили роботи через відсутність фінансування..

## Спорт
У Буштина є своя футбольна команда «Тиса», яка грає в першій лізі Закарпатської області.

## Музей
Успішно діє «Регіональний музей етнографії сіл пониззя річки Теребля», у якому зібрана унікальна колекція стародавнього одягу, предметів ткацтва і вишивки, а також побутові речі, що використовувались селянами Тереблянської долини в кінці ХІХ — на початку XX століття.

## Господарство
Для поширення гуцульської породи коней у Буштині створено «парувальний пункт» коней, який поширює свою діяльність на Тячівський та Хустський райони Закарпатської області.

## Відомі люди

### Народилися
- Берталон Віталій Йосипович (1986—2015) — боєць 1-ї штурмової роти 5-го окремого батальйону Добровольчого Українського Корпусу «Правий сектор».
- Генел Густав (7.01.1881, Буштино  — 26.02.1966, Папа) — художник.
- Дурунда Павло Іванович (1971—2015) — солдат Збройних сил України, учасник російсько-української війни.
- Комендар Василь Іванович (6.02.1926 — 24.06.2015, Ужгород) — відомий український вчений-ботанік.
- Орос Іван Васильович (нар. 1948) — український графік.
- Паш Аліна Іванівна (1993) — українська співачка, реперка.

### Померли
- Коссак-Тарнавський Зенон (псевдо: «Конашевич», «Сакко», «Тарнавський») (*1.4.1907, Дрогобич — †18.3.1939, біля смт Буштино, за іншими даними 19 березня, смт Солотвино) — український політичний і військовий діяч, провідний член УВО і ОУН, автор 44-х правил життя українського націоналіста, бойовий референт Крайової Екзекутиви ОУН на ЗУЗ (02.1929—12.1929), керівник організаційної референтури Української Військової Організації (з кінця 1930), заст. начальника Генштабу Карпатської Січі (19.01.1939—19.03.1939).

## Туристичні місця
- В 1911 році в околицях Буштино знайдено скарб золотих прикрас, до складу якого входило 11 підвісок і 2 браслети. Скарб датується часом раннього залізного віку.
- храм св. Петра і Павла. 1903.
- Каплиця Благовіщення пр. богородиці. 1903.
- Парки та урочища
- р.Тиса

## Галерея

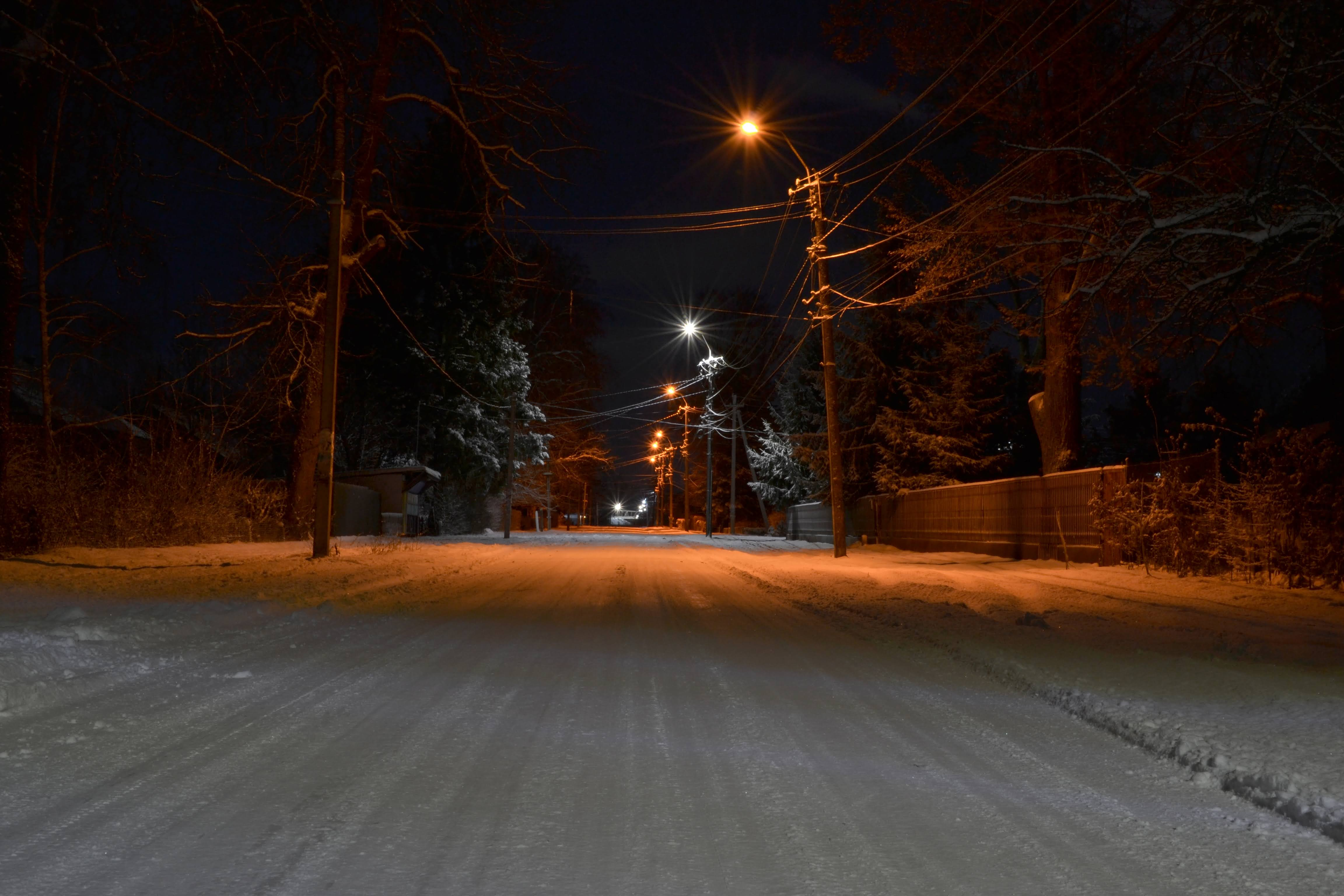
Вулиця Богдана Хмельницького
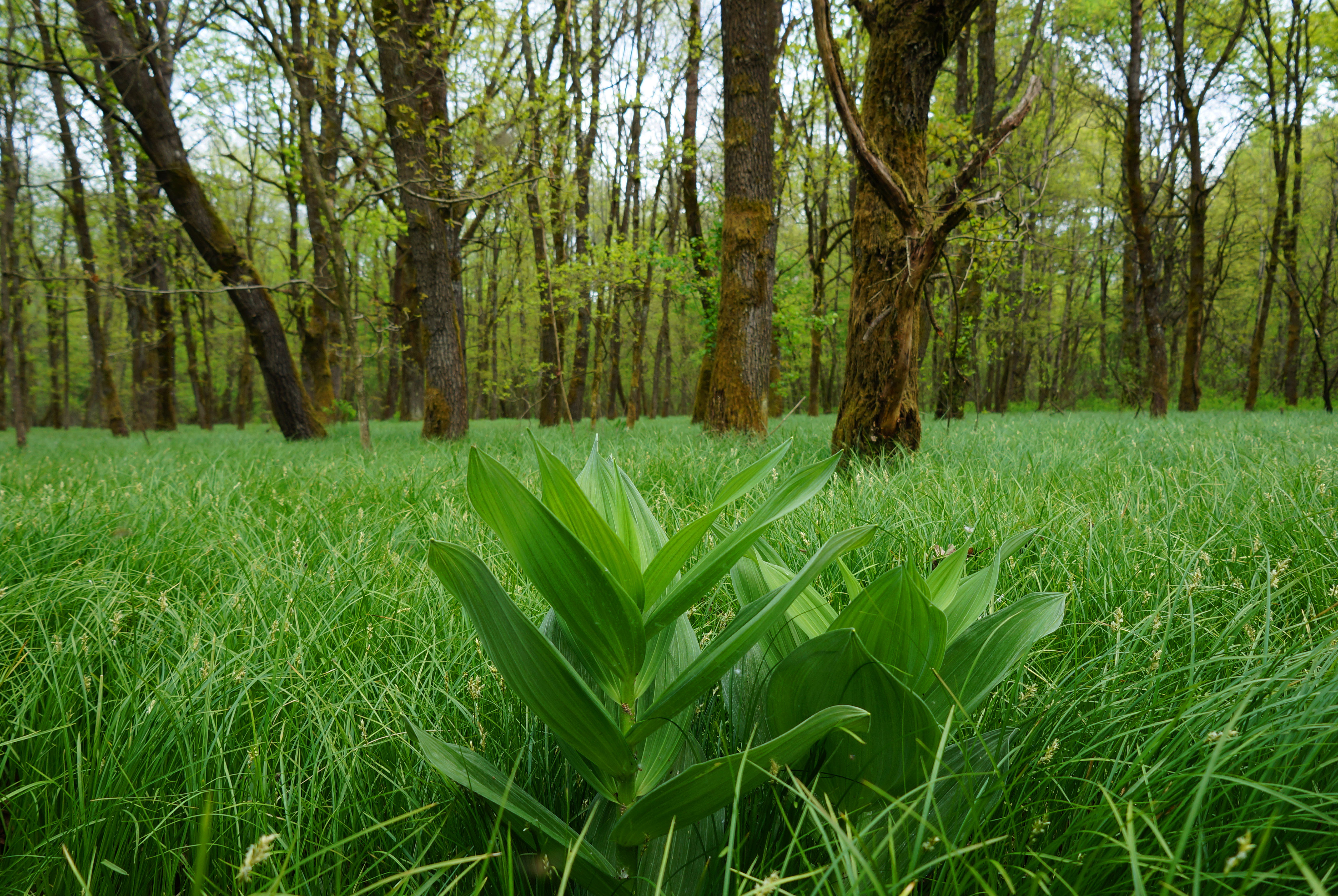
Заповідне урочище «Дубрава»
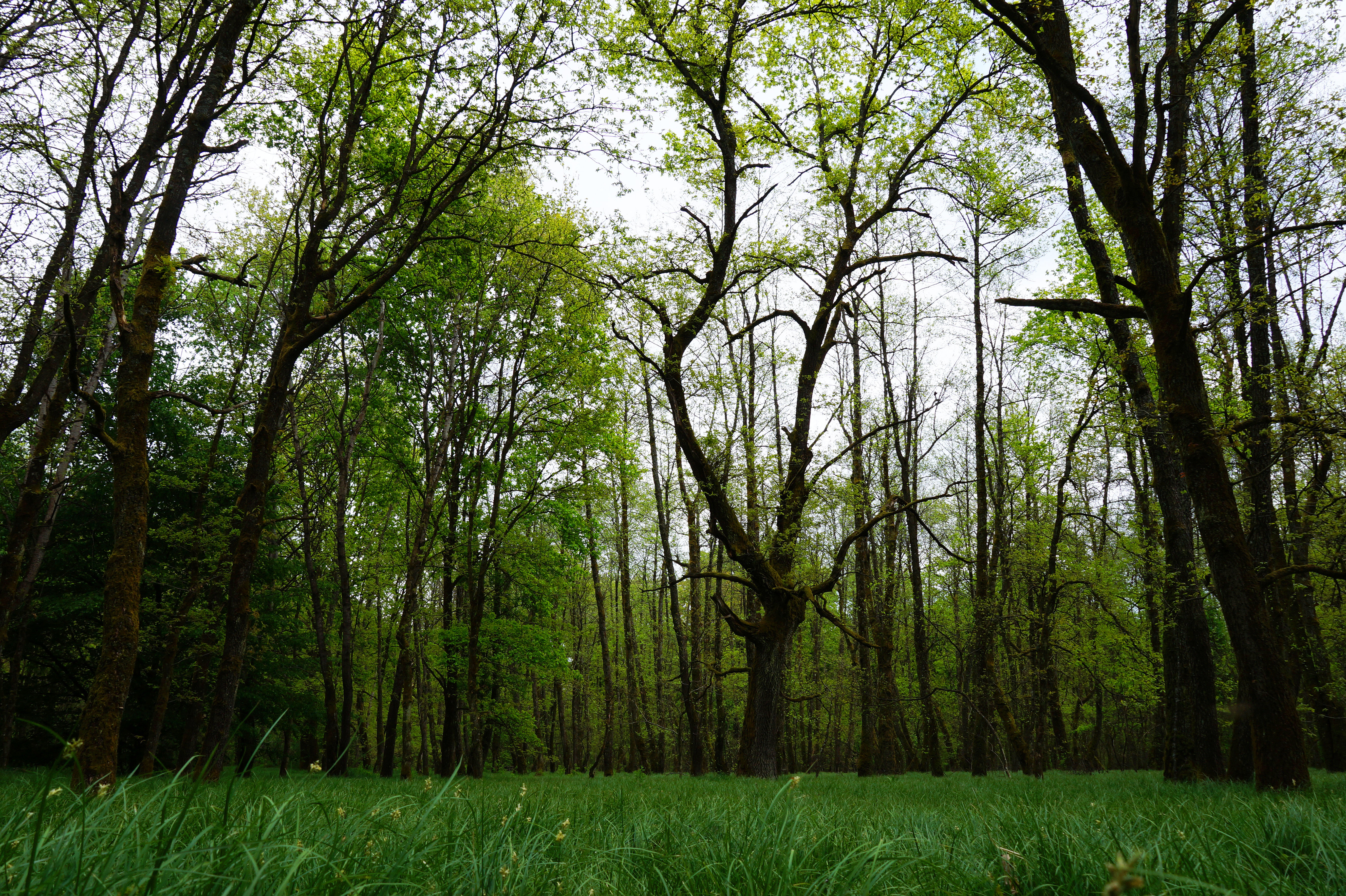
Заповідне урочище «Дубрава»
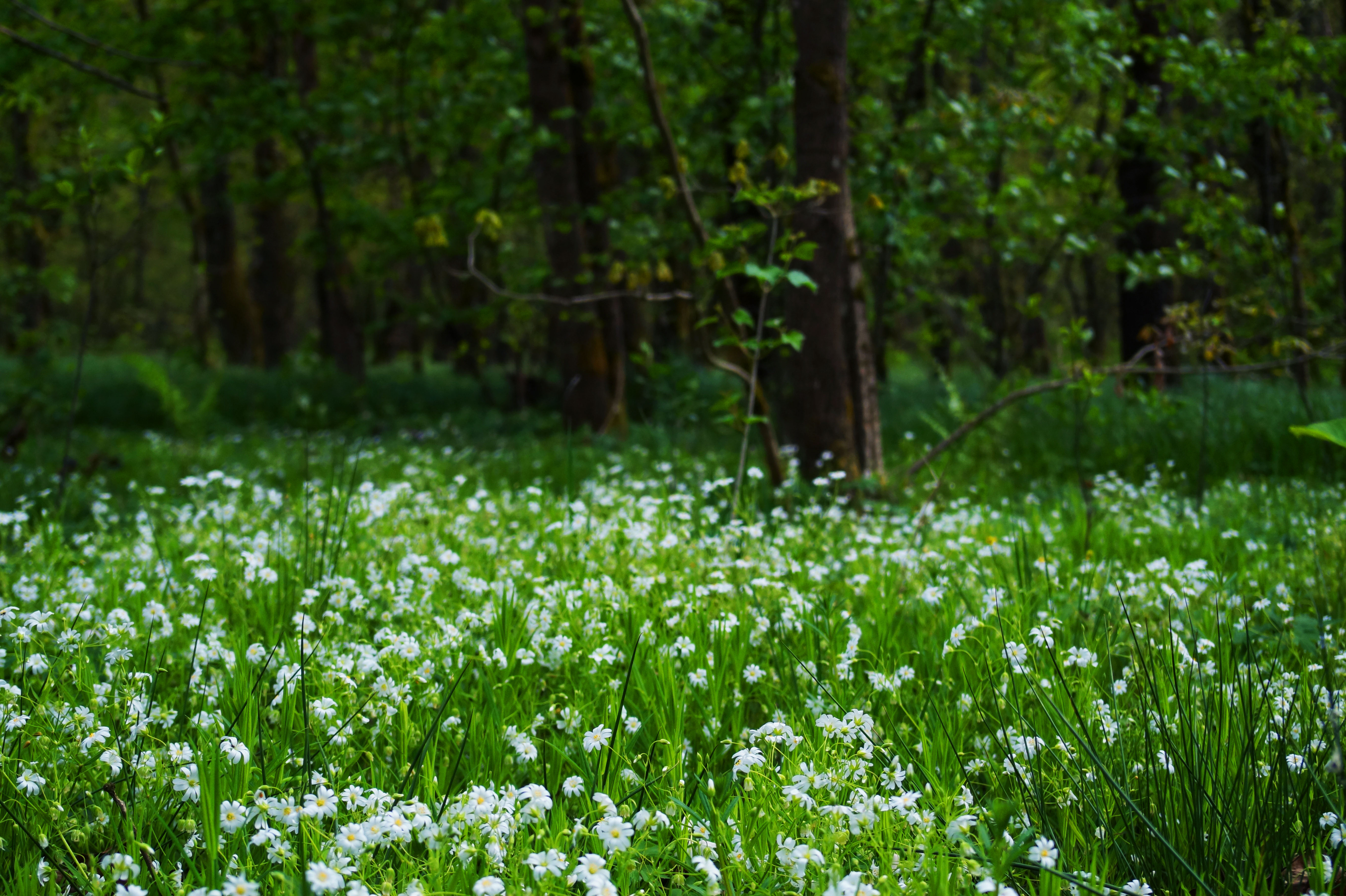
Заповідне урочище «Дубрава»
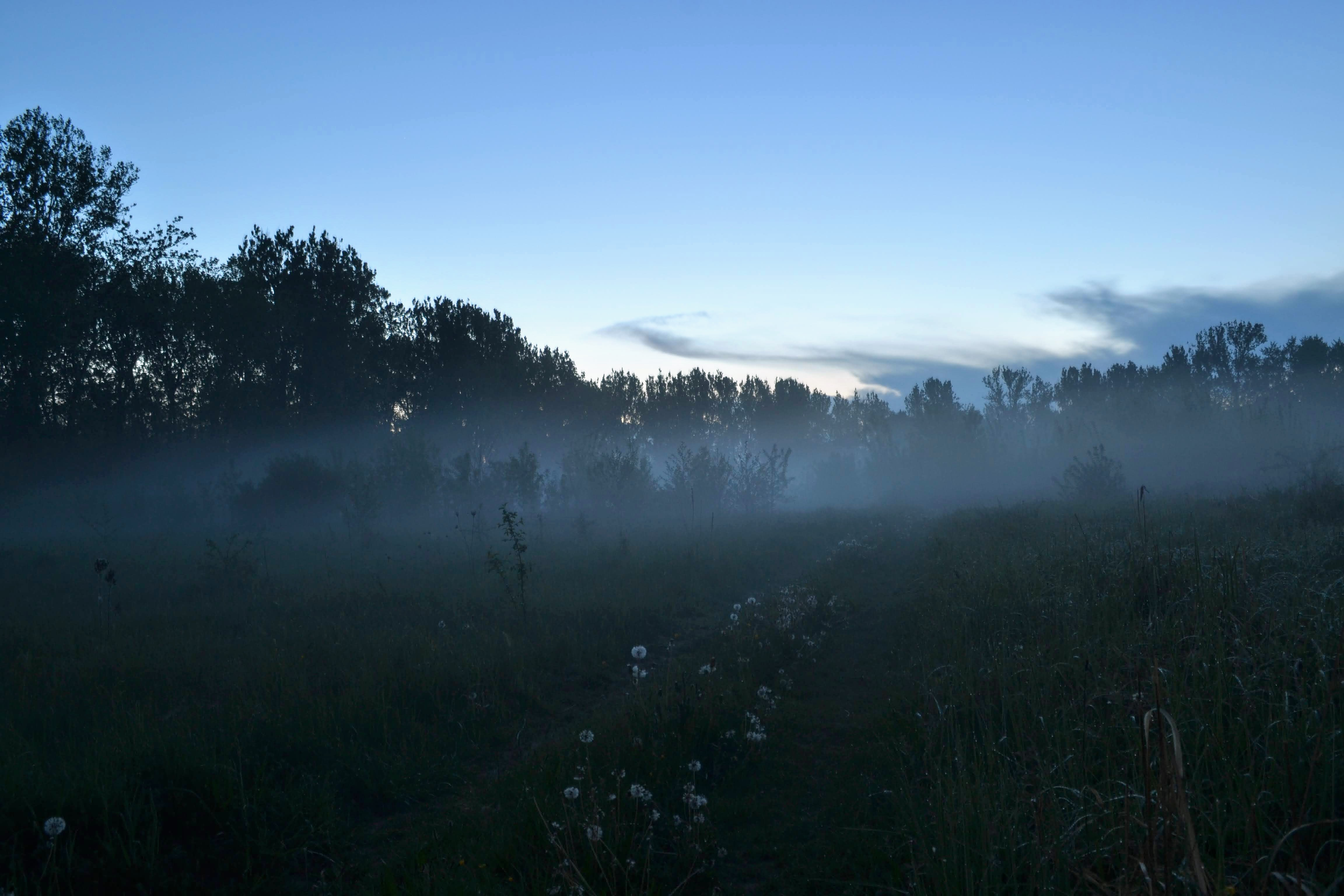
Миськове поле
Католицький храм
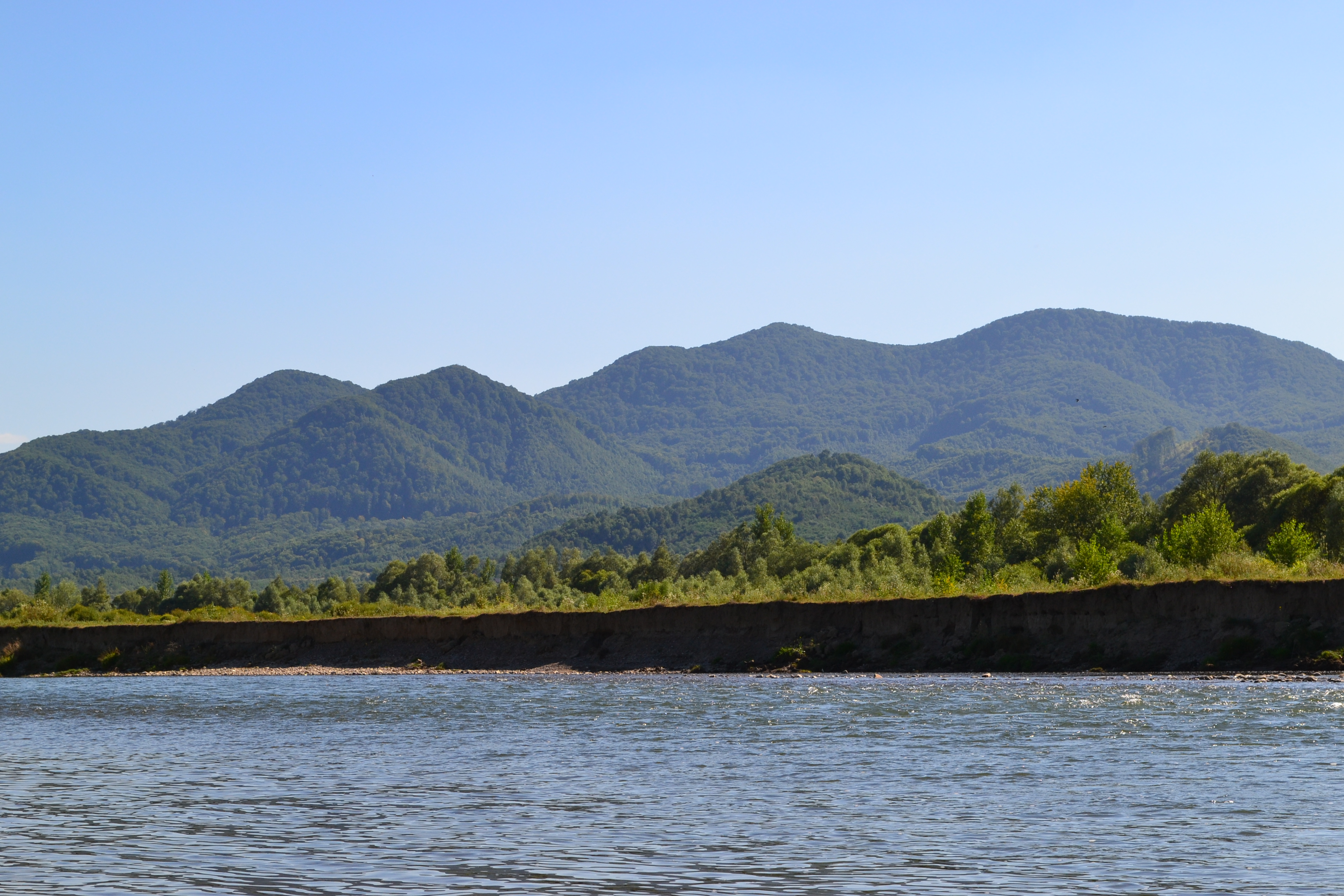
Тиса у селищі
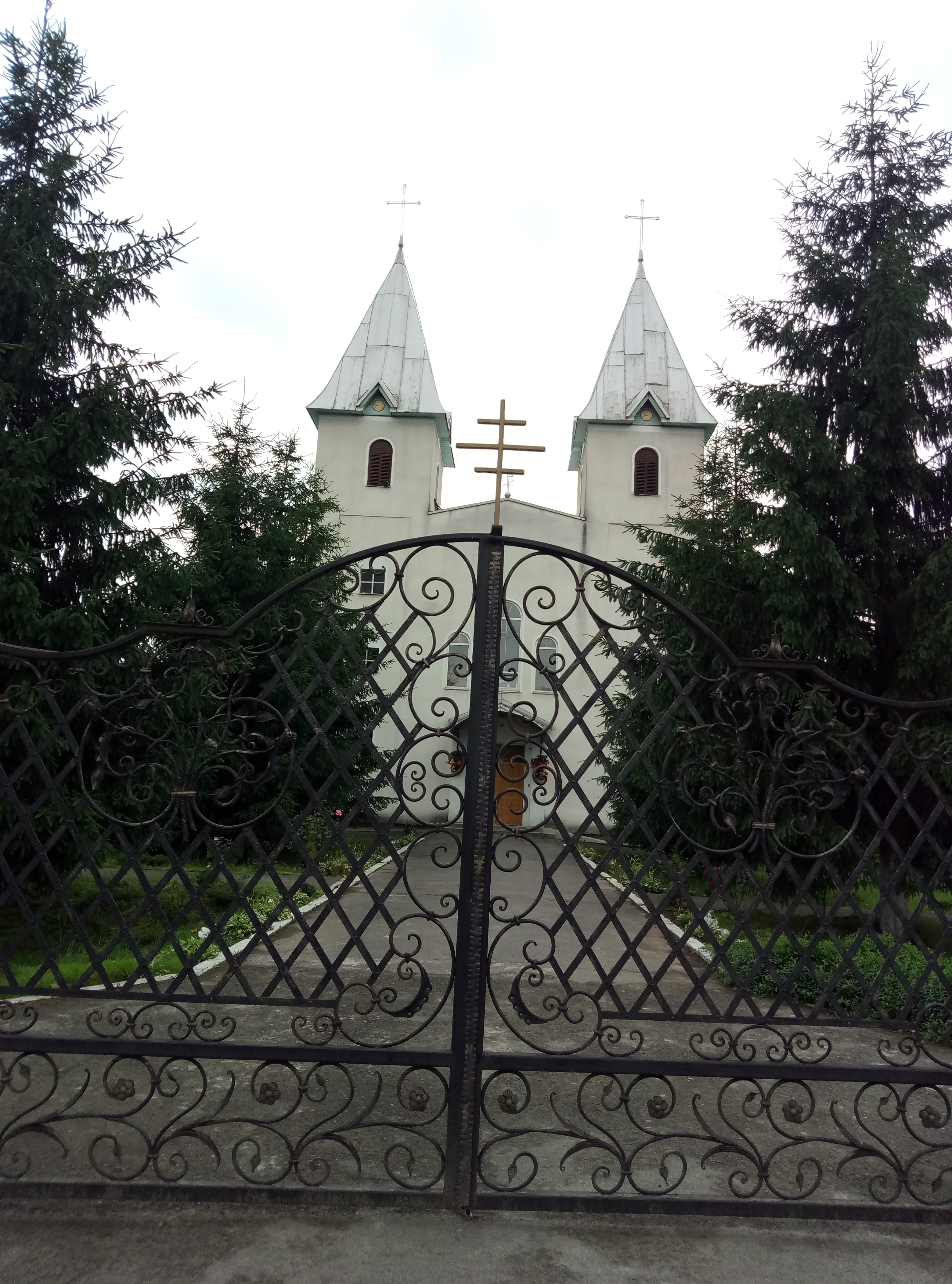
Церква Святого Вознесіння Г.Н.І.Х., смт. Буштино